# Terminal X

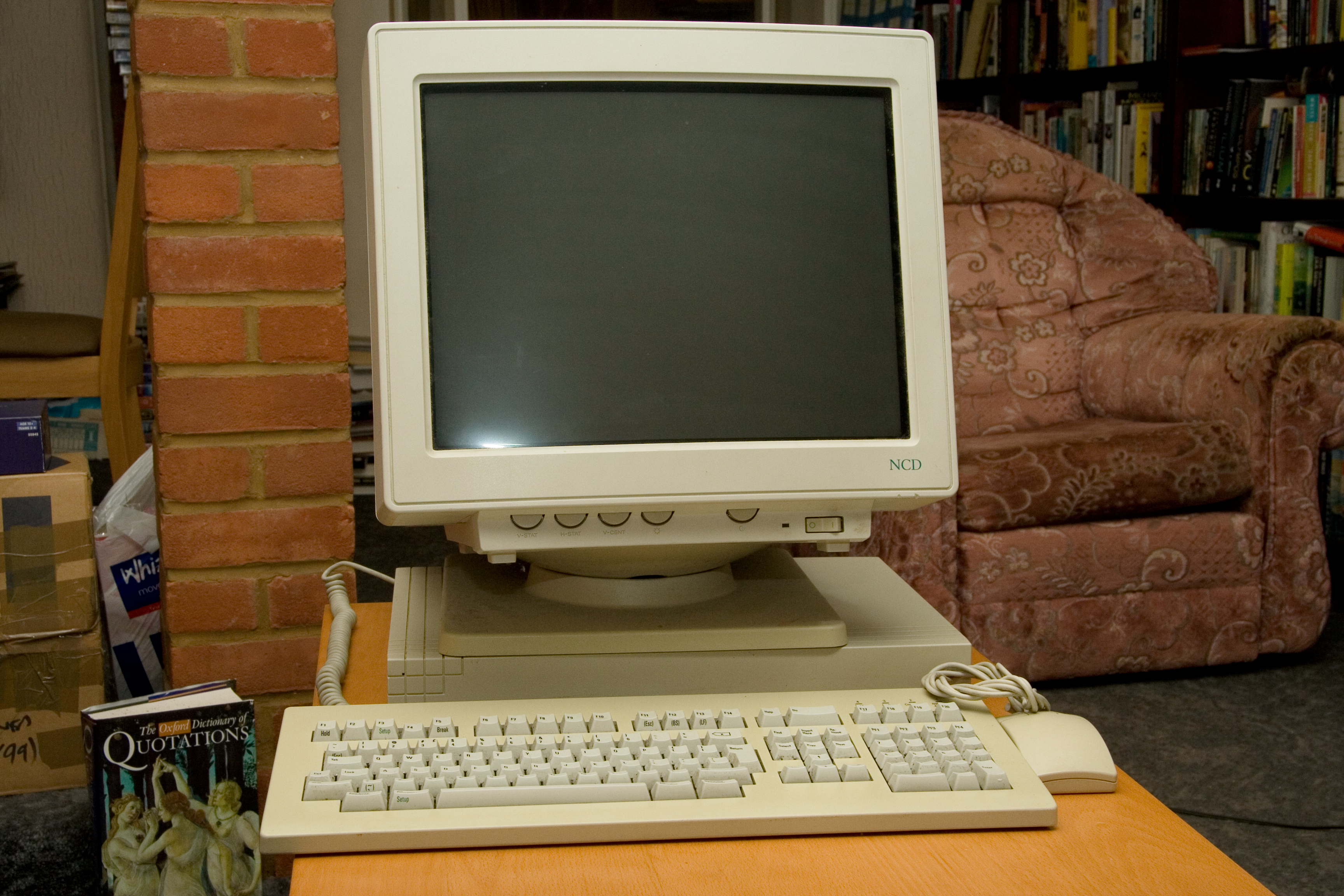
El NCD-88k, un Terminal X de Network Computing Devices.

Un servidor X corre en el terminal X, conectándose a un computador central corriendo un X Display Manager. En este ejemplo, los programas clientes (xterm y xedit) están corriendo en el mismo computador.

En computación, un terminal X es un terminal de pantalla/entrada para las aplicaciones cliente del X Window System. Los terminales X disfrutaron de un período de popularidad a principio de los años 1990 cuando ofrecieron un costo total de propiedad más bajo alternativo a una completa estación de trabajo UNIX.
Un terminal X corre con un servidor X. (En el X, el uso de los términos "cliente" y "servidor" se hace desde el punto de vista de los programas: el servidor X suministra una pantalla, un teclado, un ratón y una pantalla táctil a las aplicaciones cliente). Esto hace una conexión con un X Display Manager (introducido en el X11R3) corriendo en una máquina central, usando el X Display Manager Control Protocol (XDMCP), introducido en el X11R4).
Los clientes livianos han suplantado algo a los terminales X puesto que los "engordan" agregando memoria flash que contiene software que duplica mucho a los varios sistemas operativos de Microsoft, así adquiriendo la capacidad de "hablar" en una gama de protocolos de escritorios remotos. Debido a la existencia de implementaciones de software libre de terminales X de múltiples protocolos que no tienen esta memoria flash adicional se han vuelto obsoletos comercialmente en favor de los clientes livianos de propósito más general y por los PCs de bajo costo corriendo un servidor X.